# UFC 273
UFC 273: Volkanovski vs. The Korean Zombie（ユーエフシー・ツーセブンティスリー：ヴォルカノフスキー・バーサス・ザ・コリアン・ゾンビ）は、アメリカ合衆国の総合格闘技団体「UFC」の大会の一つ。2022年4月9日、フロリダ州ジャクソンビルのバイスター・ベテランズ・メモリアル・アリーナで開催された。

## 大会概要
本大会は王者アレクサンダー・ヴォルカノフスキーと挑戦者ジョン・チャンソンによるUFC世界フェザー級タイトルマッチ、正規王者アルジャメイン・スターリングと暫定王者ピョートル・ヤンによるUFC世界バンタム級王座統一戦が組まれた。

## 試合結果

### アーリープレリム
第1試合 136.5ポンド契約 5分3R
○  フリオ・アルセ vs.  ダニエル・サントス ×
3R終了 判定3-0（30-27、30-27、29-28）
※アルセの体重超過によりバンタム級から変更。
第2試合 118.5ポンド契約 5分3R
○  ピエラ・ホドリゲス vs.  ケイ・ハンセン ×
3R終了 判定3-0（29-28、29-28、29-28）
※ハンセンの体重超過によりストロー級から変更。
第3試合 ヘビー級 5分3R
○  アレクセイ・オレイニク vs.  ジャレッド・バンデラ ×
1R 3:39 袈裟固め

### プレリミナリーカード
第4試合 ウェルター級 5分3R
○  マイク・マロット vs.  ミッキー・ガル ×
1R 3:41 TKO（左フック→パウンド）
第5試合 女子バンタム級 5分3R
○  ラケル・ペニントン vs.  アスペン・ラッド ×
3R終了 判定3-0（29-28、29-28、29-28）
第6試合 ミドル級 5分3R
○  アンソニー・ヘルナンデス vs.  ジョシュ・フレムド ×
3R終了 判定3-0（30-27、30-27、29-28）
第7試合 ウェルター級 5分3R
○  イアン・ギャリー vs.  ダリアン・ウィークス ×
3R終了 判定3-0（29-28、30-27、30-27）

### メインカード
第8試合 ライト級 5分3R
○  マルク・O・マドセン vs.  ヴィンス・ピシェル ×
3R終了 判定3-0（30-27、30-27、29-28）
第9試合 女子ストロー級 5分3R
○  マッケンジー・ダーン vs.  ティーシャ・トーレス ×
3R終了 判定2-1（28-29、29-28、29-28）
第10試合 ウェルター級 5分3R
○  カムザット・チマエフ vs.  ギルバート・バーンズ ×
3R終了 判定3-0（29-28、29-28、29-28）
第11試合 UFC世界バンタム級王座統一戦 5分5R
○  アルジャメイン・スターリング vs.  ピョートル・ヤン ×
5R終了 判定2-1（48-47、47-48、48-47）
※スターリングが王座の初防衛に成功。
第12試合 UFC世界フェザー級タイトルマッチ 5分5R
○  アレクサンダー・ヴォルカノフスキー vs.  ジョン・チャンソン ×
4R 0:45 TKO（スタンドパンチ連打）
※ヴォルカノフスキーが3度目の王座防衛に成功。

### 各賞
ファイト・オブ・ザ・ナイト：カムザット・チマエフ vs. ギルバート・バーンズ
パフォーマンス・オブ・ザ・ナイト：アレクサンダー・ヴォルカノフスキー、アレクセイ・オレイニク
各選手にはボーナスとして5万ドルが授与された。

### カード変更
負傷などによるカードの変更は以下の通り。